# Glyceraldehyd-3-fosfat
Glyceraldehyd-3-fosfat eller triosefosfat (forkortelser for samme stof: G3P; GADP; GAP; PGAL) er en forbindelse, der opstår som et mellemled i adskillige af de centrale stofskifteprocesser hos alle organismer. Det er en fosfatester af sukkerstoffet glyceraldehyd, der har tre kulstofatomer, og det har bruttoformlen C3H7O6P.
Glyceraldehyd-3-fosfat har CAS nummer 142-10-9, og dets optiske isomer, D-glyceraldehyd-3-fosfat, der oftest findes hos levende væsner, har nummer 591-57-1.

## Et mellemled i både glykolyse og ved nydannelsen af glukose
D-glyceraldehyd-3-fosfat bliver skabt ud fra de tre følgende stoffer i reversible processer:
- Fruktose-1,6-bisfosfat (F1,6BP) bliver katalyseret til D-glyceraldehyd-3-fosfat af aldolase.

- Dihydroxyacetonefosfat (DHAP) bliver katalyseret til D-glyceraldehyd-3-fosfat af triosefosfat isomerase.

- 1,3-bisfosfoglycerat (1,3BPG) bliver katalyseret til D-glyceraldehyd-3-fosfat af glyceraldehyd-3-fosfat dehydrogenase.

- For at frembringe 1,3-bisfosfo-D-glycerat i glycolysen.

D-glyceraldehyd-3-fosfat har også en vis betydning, for det er via dihydroxyacetonefosfat, at glycerol kommer ind i de glykolytiske og glukoseskabende processer. Desuden er det deltager i og et resultat af pentosefosfatprocessen.

## Et mellemled i fotosyntesen
Under planternes fotosyntese bliver der dannet to molekyler glycerat-3-fosfat (GP) i det første trin af den ikke-lysafhængige proces, når ribulose-1,5-bisfosfat (RuBP) og CO2 bliver katalyseret af RuBisCO-enzymet. GP bliver omdannet til D-glyceraldehyd-3-fosfat under forbrug af energi fra ATP og ved hjælp af reduktionskraften hos NADPH under processerne i Calvins cyklus. Det returnerer ADP, fosfationer (Pi) og NADP+ til genbrug ved de lysafhængige processer i fotosyntesen.
Tilsvarende bliver RuBP gendannet, sådan at Calvins cyklus kan fortsætte.
G3P bliver almindeligvis betragtet som det foreløbige slutprodukt fra fotosyntesen, og det kan bruges uden videre som fødemiddel, det kan sammensættes og omdannes til monosakkarider som f.eks. glukose, der kan transporteres i opløst form til andre celler, eller det kan pakkes tæt til opbevaring i uopløselig form som f.eks. stivelse.

### Regnskab
6 CO2 + 6 RuBP (+ energi fra 12 molekyler ATP og reduktionskraft fra 12 molekyler NADPH) → 12 G3P
10 G3P (+ energi fra 6 molekyler ATP) → 6 RuBP (altså en genskabelse af udgangsmaterialet)
2 G3P → 1 molekyle glukose (slutresultat).

## Dannelse af tryptofan
Glyceradehyd-3-fosfat forekommer som et biprodukt ved dannelsen af aminosyren tryptofan, der er uundværlig, men som ikke kan skabes i den menneskelige organisme.

## Dannelse af tiamin
Glyceraldehyd-3-fosfat indgår i dannelsen af tiamin (Vitamin B1), et anden uundværligt stof, der ikke kan skabes i vores krop.